# Церква Покрови Пресвятої Богородиці (Львів, Клепарів)
Церква Покрови Пресвятої Богородиці — чинний храм Православної церкви України у Львові. 

## Розташування
Розташована на території Львівського державного університету безпеки життєдіяльності по вулиці Клепарівській 35. Весь комплекс колишнього Будинку військових інвалідів внесено до Реєстру пам'яток місцевого значення з охоронним номером 1280 (ID 46-101-0611).

## Історія

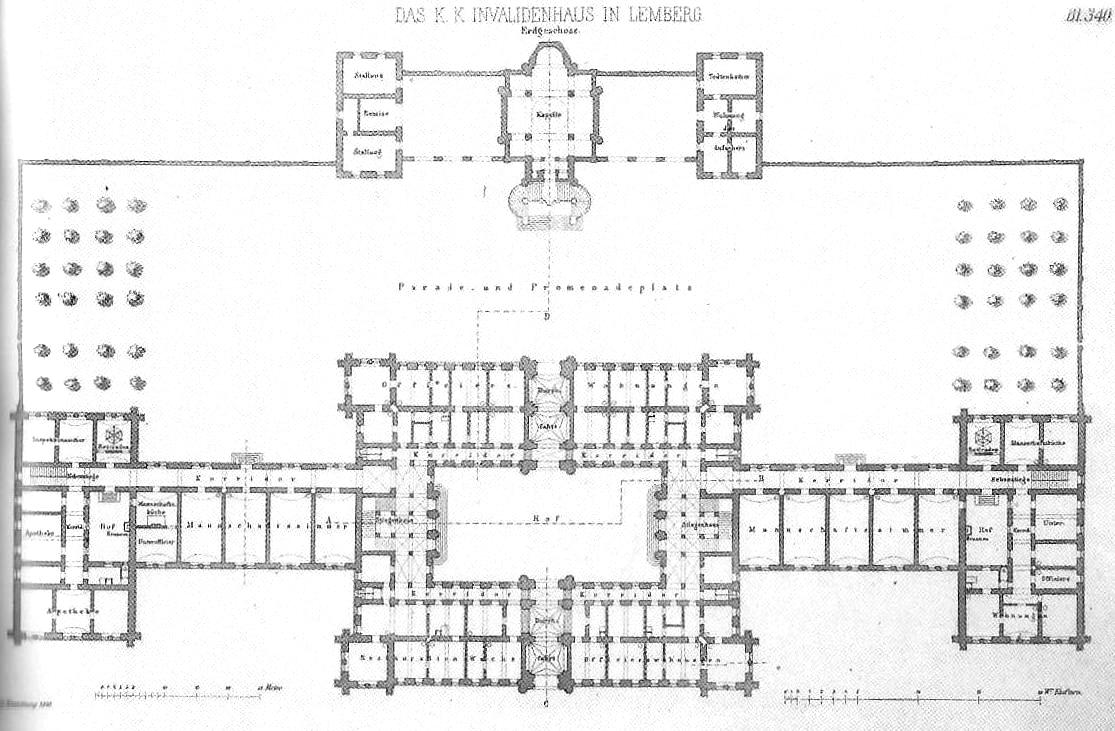
План Дому військових інвалідів. 1855

З середини XVII століття завдяки розвитку медицини, хірургії зменшилась чисельність загиблих солдат, що супроводжувалось зростанням чисельності військових інвалідів. На цьому фоні для демонстрації вдячності за самопожертву заради Вітчизни почали споруджувати притулки для їхнього утримання. Король-Сонце Людовик XIV звів у Парижі 1671 року величний Дім Інвалідів палацового типу для ветеранів своїх війн. За цим прикладом у володіннях австрійських Габсбургів звели аналогічні комплекси для ветеранів переможних війн з Османською імперією — у Відні (1693—1697), Пешті (1716), Празі (1731-1737).
Після початку будівництва у Львові комплексу Цитаделі було вирішено для потреб зрослого гарнізону звести будівлю для військових ветеранів, інвалідів. 16 жовтня 1851 року цісар Франц Йосиф І вперше відвідав Львів, де серед іншого міська делегація подала йому відповідне прохання. Відповідне розпорядження про будівництво галицького Крайового Будинку Інвалідів (нім. K.K. Provinzial-Invalidenhaus) надав 12 грудня 1851 року імператор Франц Йосиф І. Виконувати розпорядження належало віденьській Генеральній Дирекції. Під будівництво за пропозицією бургомістра Карла Ґьопфлінґена-Берґендорфа міська влада виділила відповідну ділянку фільварку Піліховського під Кортумовою горою площею 1251 сажень² і вартістю 11.406 ринських 40 крейцерів, яку було подаровано під будову. Безкоштовно було надано міську цегельню. Адютант імператора генерал Карл фон Ґрюнер. 16 квітня 1854 року передав проекти для оцінки данському архітектору Теофілу фон Гансену, підкреслюючи у супровідному листі, що велична будівля повинна справляти моральне враження на суспільство і військо. Було відзначено замалу кількість помешкань для офіцерів та унтерофіцерів. Гансен за згодою адютанта почав розробляти власний проєкт — однієї з найбільших будівель доби історизму Львова завдовжки 165 м по фасаду головної будівлі. По осі центрального корпусу у внутрішньому дворі збудували каплицю у формі грецького хреста. Це була перша споруда у стилі неовізантизму Львова. Можливо, на вибір стилю будівлі вплинула лояльна постава українців Галичини в час подій 1848, як своєрідний вияв вдячності.
Фон Гансен ще замолоду проявляв цікавість до романтичної псевдооборонної архітектури, надаючи будівлі форм старовинного замку. Такі засоби тоді були доволі поширеними у австрійській архітектурі при спорудженні військових будівель різноманітного призначення. Гансен впродовж 1838-1846 років працював у Афінах, де вивчав візантійську архітектуру. При проектуванні львівського закладу Гансен вирішив використати замість поширеного тоді неороманського стилю неовізантійський, який у будівлі каплиці проявився у муруванні стін двоколірними пасмами цегли, застосуванні аркатурних поясів, форми куполу, біфорних і квадріфорних вікон. Одночасно було застосовано псевдороманське завершення порталу, восьмигранні неоготичні кутові чи міжпряслові колони, які застосовував його вчитель Карл Шинкель. Одночасно у поєднанні з неовізантійськими формами церкви вони мали орієнтальне спрямування, нагадуючи мінарети. Перший проект каплиці був опублікований Гансеном у «Allgemeine Bauzeitung».
Фон Гансен повторив конструкцію каплиці у Відні при спорудженні цвинтарної каплиці (1857-1858) та грецької православної церкви (1858-1861). Цвинтарна каплиця була споруджена відповідно до першого львівського проекту Гансена з накладенням форми хреста на квадрат. Ці дві віденські споруди вважають за одні з найкращих досягнень сакральної архітектури імперії Габсбургів середини XIX століття, що мали значний вплив на розвиток неовізантійської архітектури Центральної Європи. Лише наприкінці XIX століття у Львові було збудовано австрійськими архітекторами другу церкву у стилі неовізантизму — церкву святого Георгія.

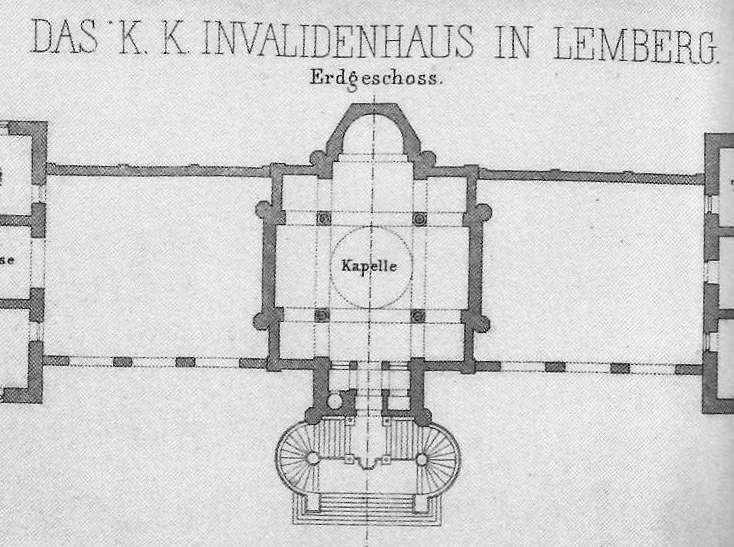
Перший план каплиці (1855)
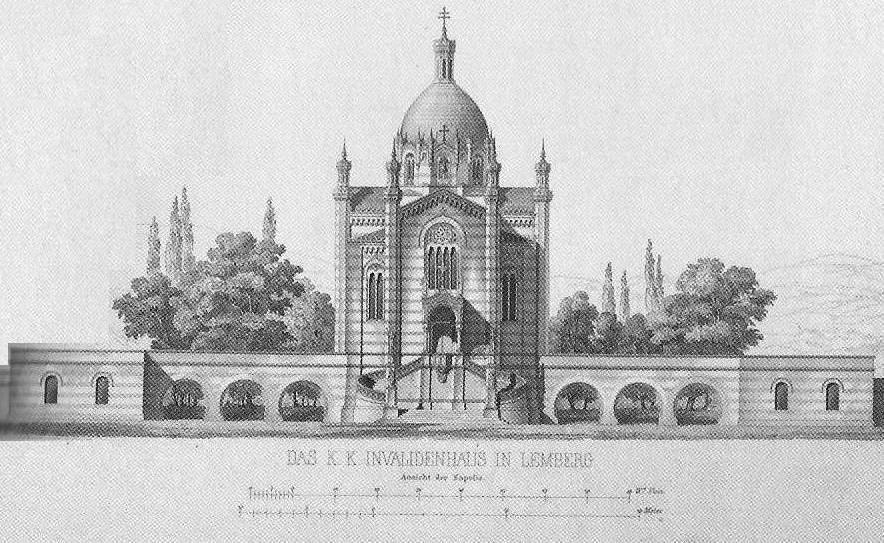
Вигляд каплиці згідно першого проєкту (1855)
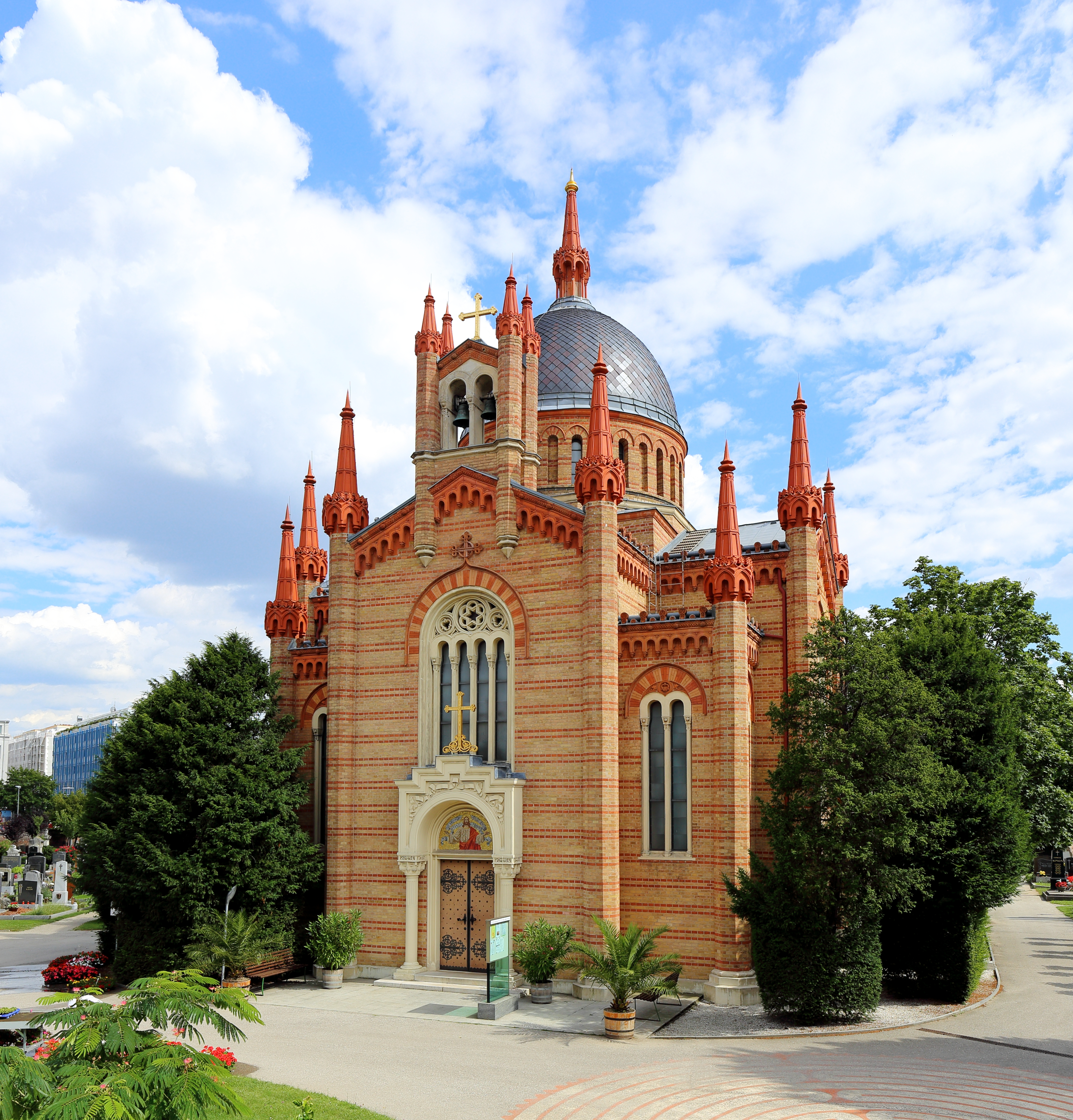
Такою мала б бути львівська каплиця згідно першого проєкту
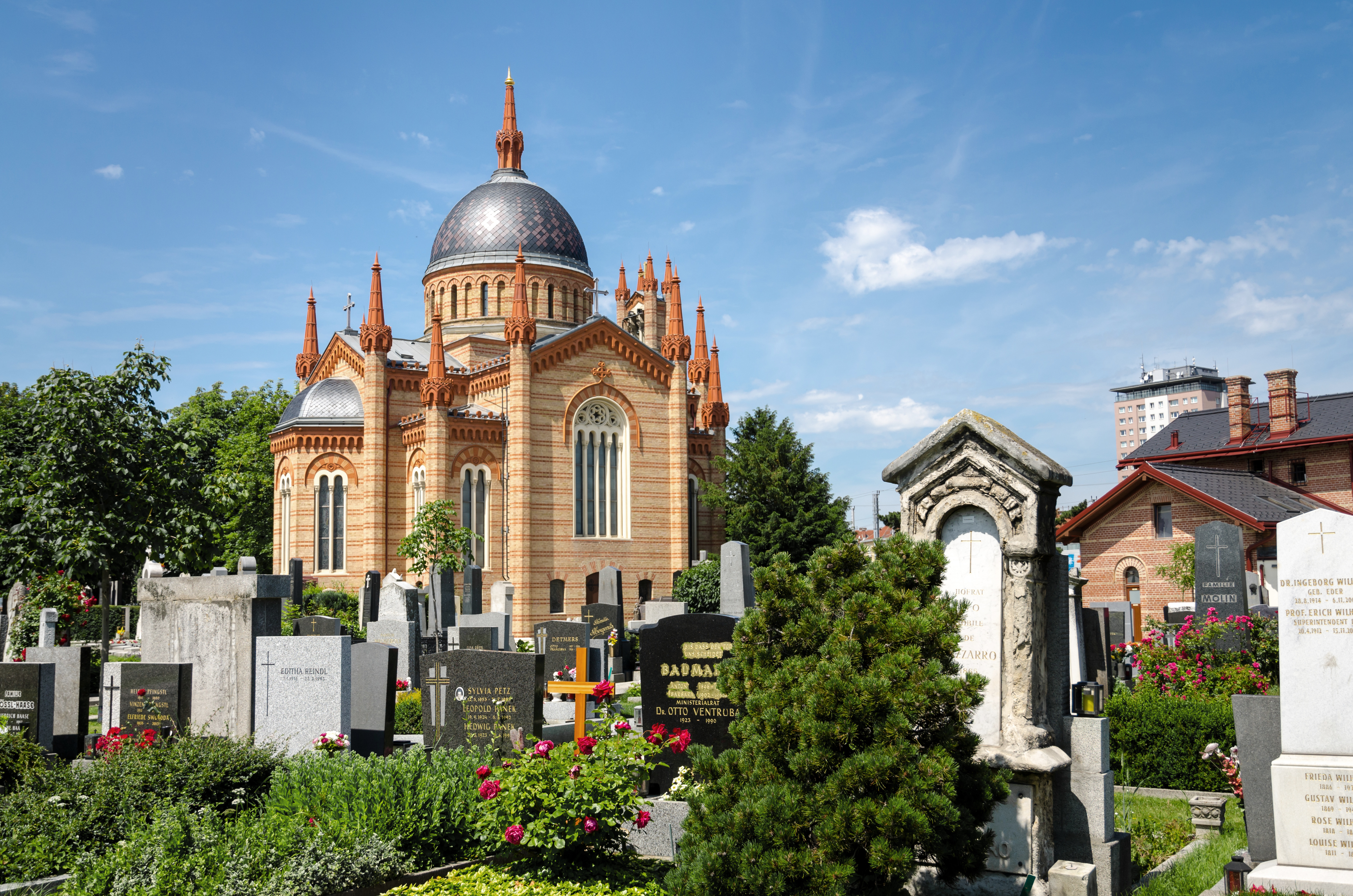
Каплиця на протестантському цвинтарі Відня
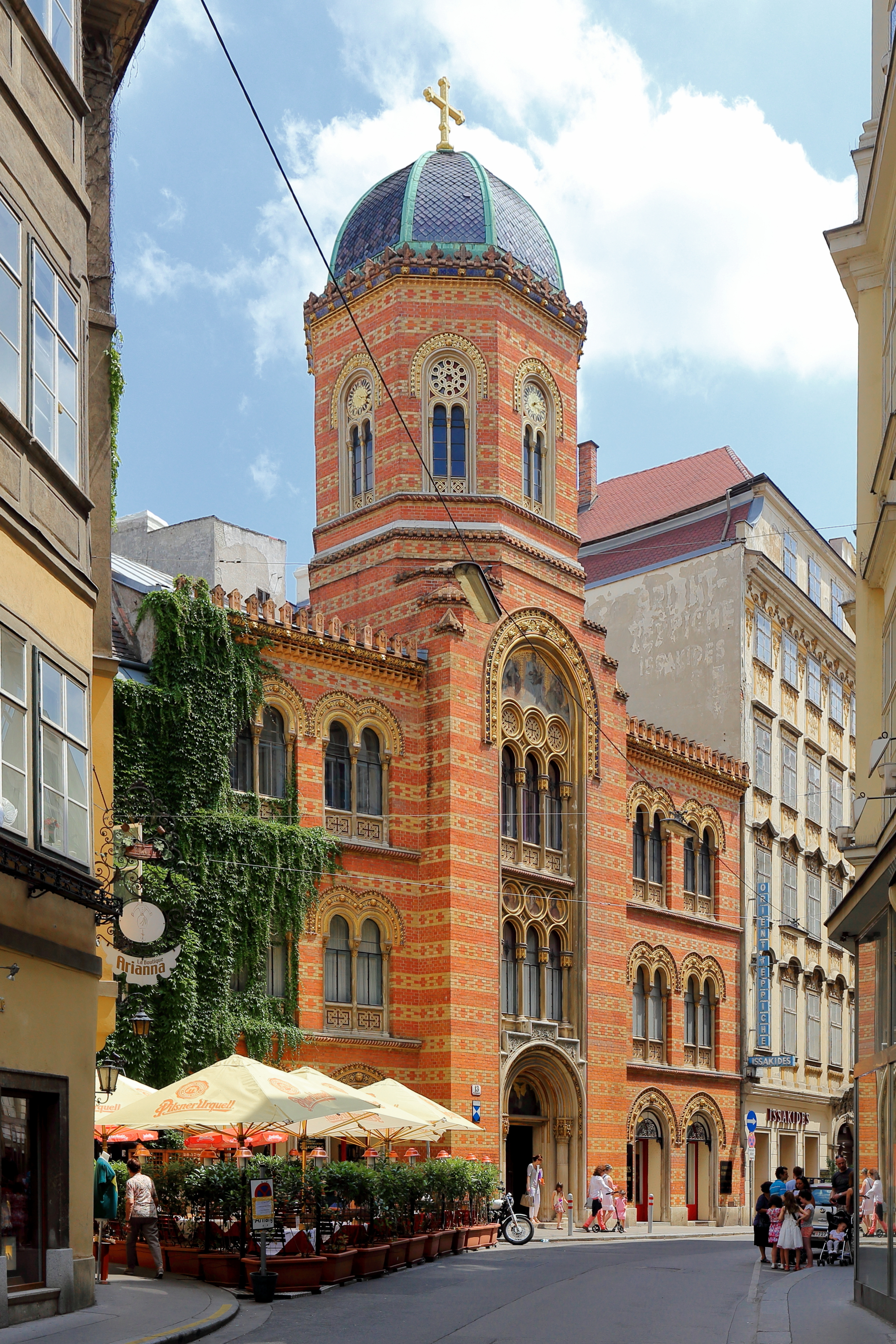
Православна церква у Відні

Будівництво розпочали 1855 року під наглядом генерала Вурма та шефа відділу Генеральної Дирекції полковника фон Шайбендорфа. Будівництвом керували капітан Бохдан, згодом Гітзі. Під час будівництва спростили проєкт відносно розміщення каплиці, її плану. Декорацію будівель і каплиці розпочали 1858 року. За посередництвом намісника Аґенора Ґолуховського доручили Кипріанові Годебському. Той залучив залучив декілька помічників, зокрема, Абеля Марія Пер'є. Роботи завершили 1860 року, хоча остаточне завершення настало через 3 роки. Ципріан Годебський з учнями до 1861 року виготовили для каплиці 12 фігур Апостолів. В день іменин цісаря Франца Йосифа І фельд-суперіор П. Брадовський 4 жовтня 1863 року освятив о 8:00 каплицю, згодом решту будівель.
Будівлі були пошкоджені під час першої світової війни. У міжвоєнний період в них був притулок ветеранів та хірургічне відділення. Після початку другої світової війни будівлі зайняв 233 полк НКВС (в/ч 7480). З серпня 1944 року тут розмістили знову НКВС, згодом військова частина 7480. За рішенням МВС СРСР до будівлі перевели у травні 1954 року Київське пожежно-технічне училище, перейменоване на Львівське пожежно-технічне училище МВС СРСР.
Вже з 1939 було розпочато знищення оздоблення каплиці, у якій було облаштовано склад. З 1944 року було планомірно знищено 7 фігур Ц. Годебського на фасаді та 12 в інтер'єрі. Було забілено розписи на стінах, пошкоджено ліпнину, демонтовано хрести. У квітні 1993 року розпочали відновлення каплиці, відновивши у травні хрести на дахах, відновлено покриття дахів. Силами курсантів, працівників було реставровано ліпнину, встановлено іконостас. Каплицю було передано ПЦУ і 11 жовтня 1998 року за участі особового складу інституту митрополит Львівський та Сокальський Андрій її освятив на церкву Покрови Пресвятої Богородиці. Богослужіння проходять кожної неділі та у святкові дні.

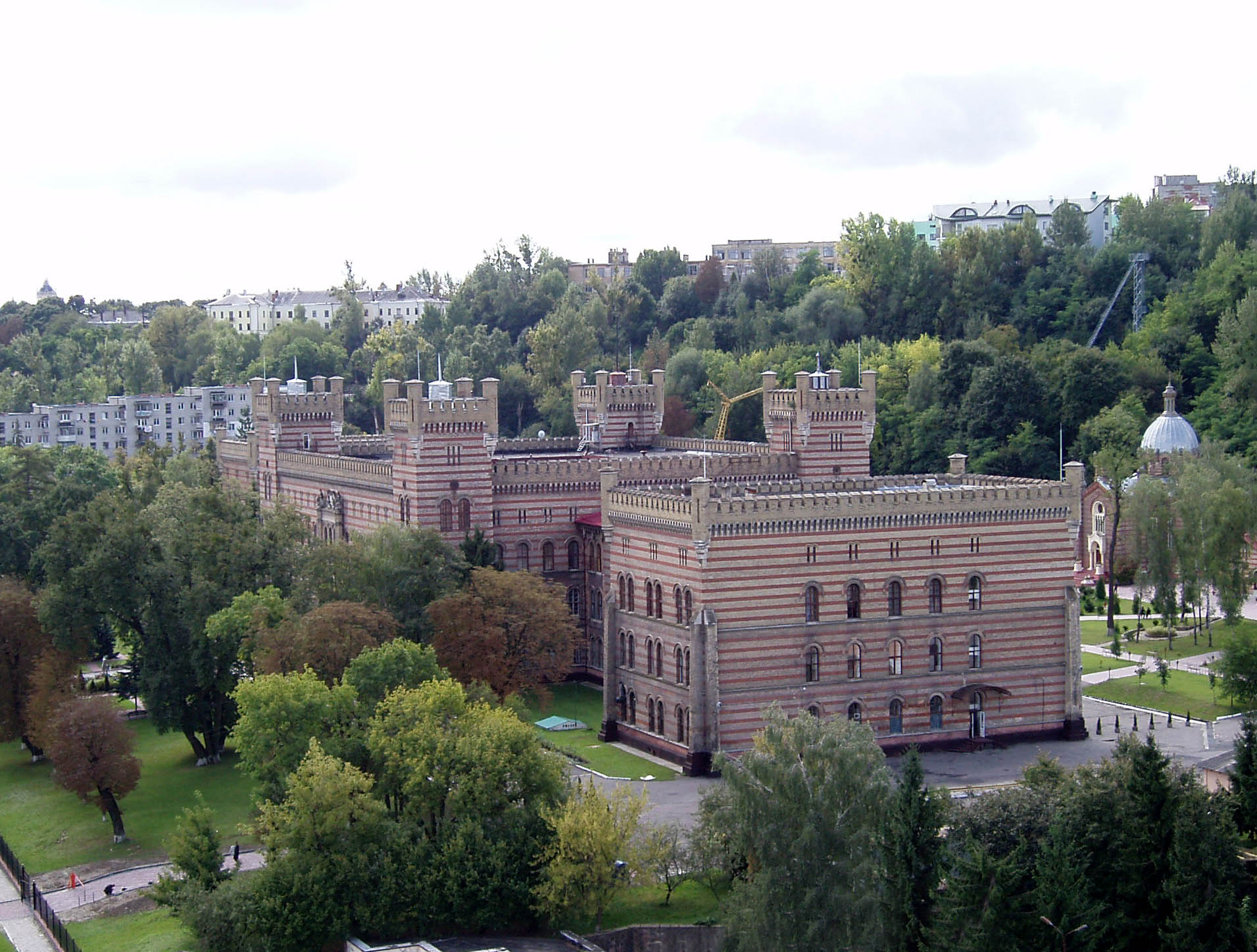
Каплиця за будівлею Дому військових інвалідів
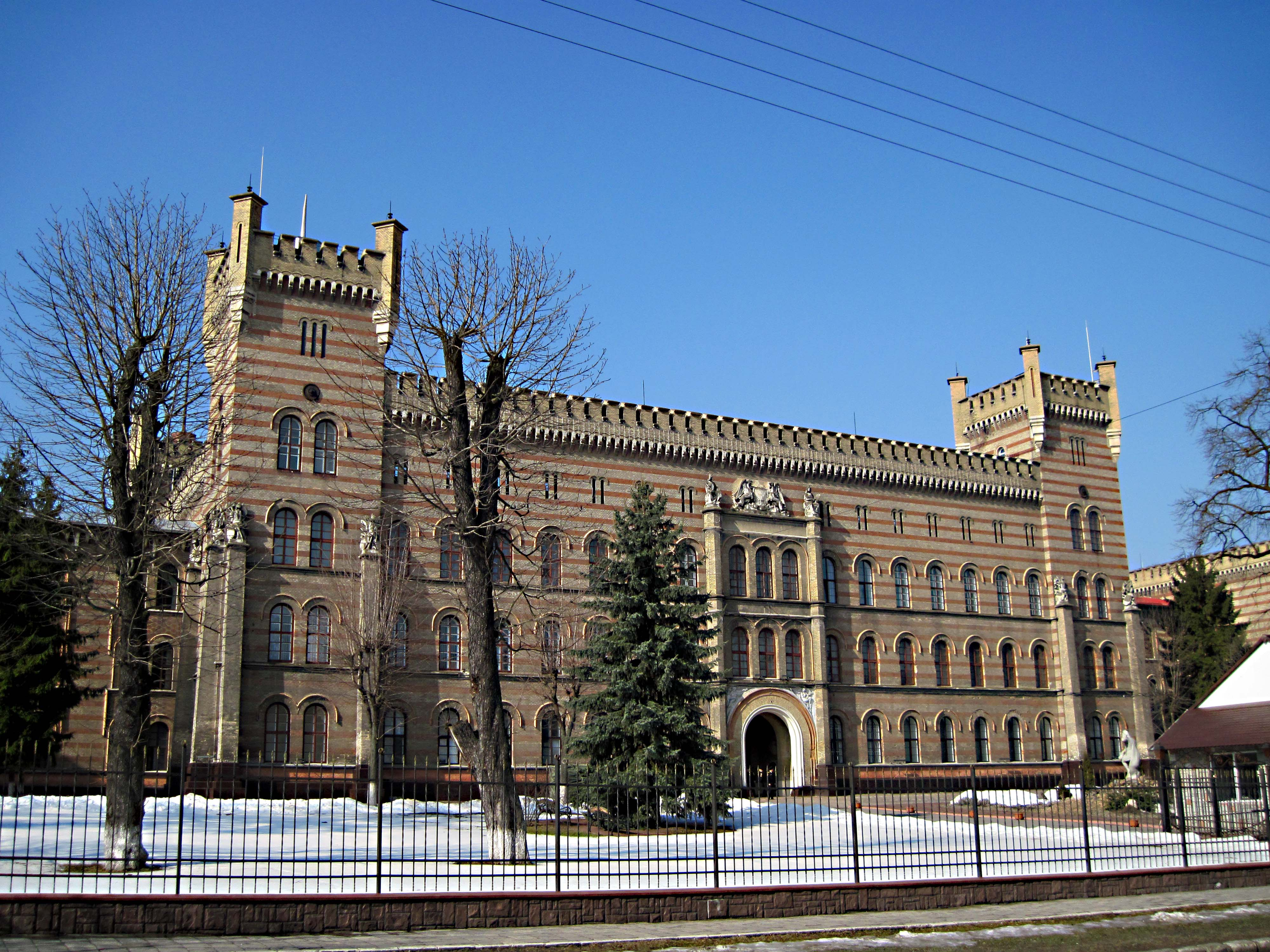
Фасад центрального корпусу закладу
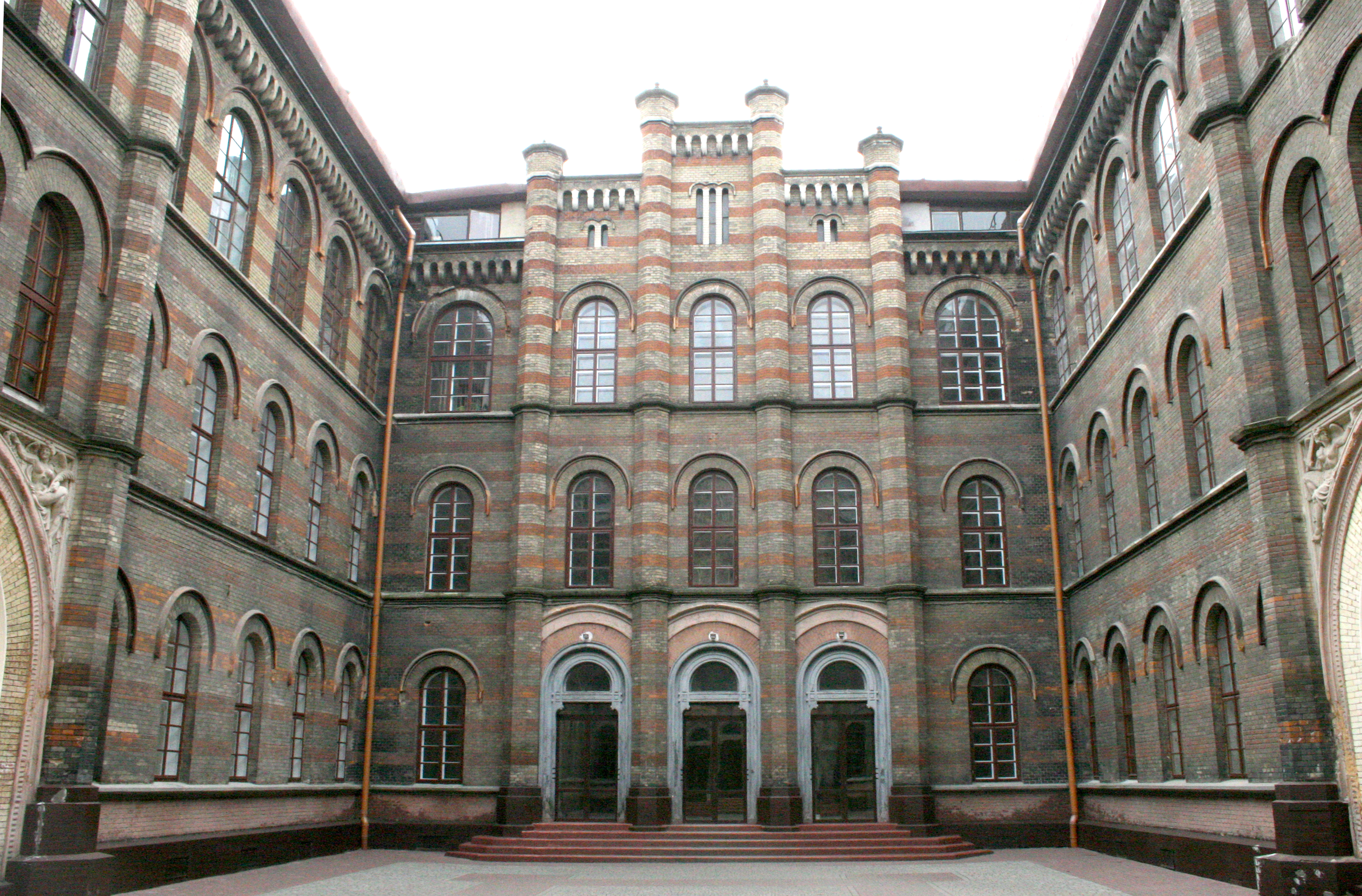
Двір центрального корпусу
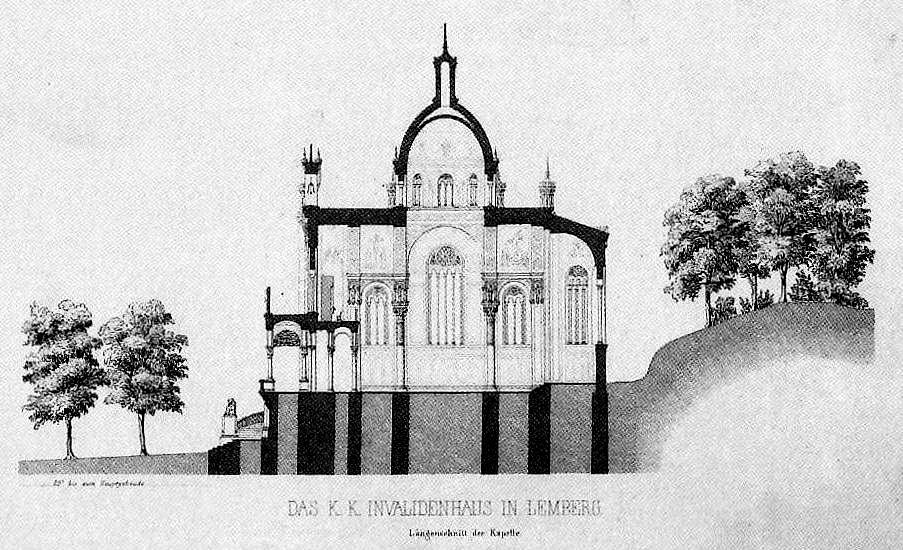
Переріз першого варіанту каплиці (1855)

## Каплиця

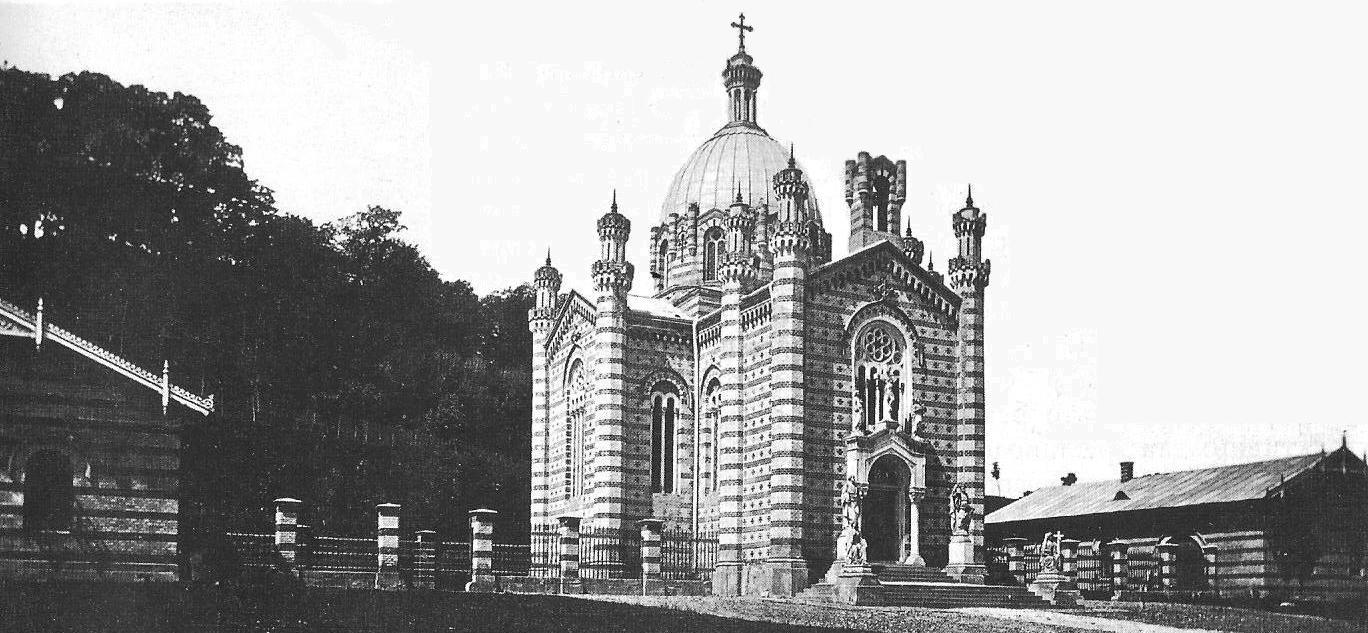
Каплиця Будинку військових інвалідів. Біля 1870

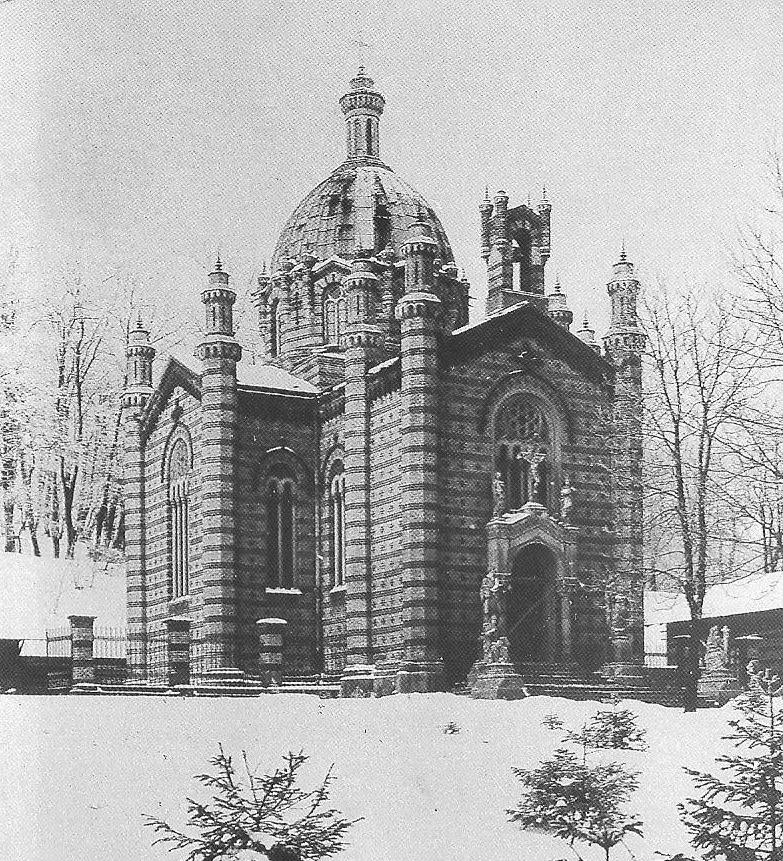
Каплиця з скульптурами перед фасадом. 1921

Каплиця була збудована на схилі пагорбу, де для неї вирівняли терасу. Вона збудована з двоколірної цегли на кам'яному підмурівку. Нетиньковані зовнішні поверхні викладені пасмами вишневої і жовтої цегли, причому на останніх ритмічно викладено хрестики з вишневої цегли. Під звисами даху по периметру храму йде аркатурний пояс.
Замість квадратного чотиристовпного навового корпусу з сформованими ризалітами крилами трансепту, пресбітерію з тригранною апсидою було збудовано однонавову будівлю з трансептом у формі схожій до грецького хреста. До нефу спереду (з сходу) додали однопрясловий притвор, а з заходу тригранну апсиду, що в інтер'єрі мала форму півкола. В наріжниках об'ємів храму, прясел вимурувано восьмигранні колони з аркадними фризами по типу середньовічних машикулів, над якими височать дещо вужчі восьмигранні колони з лжебійницями і аркадними фризами, завершені пірамідками з металевими вістрями. Прорізи вікон вгорі обрамлено вузькими надвіконними карнизами з профільованої цегли. Бічні вікна прясел нефу, трансепту мають кам'яне оздоблення типу біфори, а великі вікна по фасаду нефу, торцях рамен трансепту квадріфори з великим круглим вікном у верхній частині віконного прорізу. По фасаду дверний проріз оздоблено портиком з колонками з капітелями, декорованого пальметами. Над ним було встановлено фігури Розп'яття та Матері Божої, Івана Хрестителя, знищені в часи СРСР. Фронтон увінчано мурованою сигнатуркою з дзвоном у арці, трикутним завершенням обрамленим колонками. До входу ведуть сходи, біля яких було встановлено дві пари фігур — вгорі апостолів Петра і Павла, внизу Віри та Релігії. На їхньому місці зараз стоять квіткові вазони. 16-гранний барабанкуполу встановлено на вітрилах. У барабані чергувались більш широкі площини з віконними прорізами і більш вузькі з викладеними заглибленими хрестами. Площини мали трикутне завершення і поміж ними містились колонки з розміщеною вгорі аркатурою. Світловий ліхтар вгорі обрамлювала аркатура та увінчувала пірамідка з хрестом.
Інтер'єр було декоровано доволі скромно пілястрами з капітелями, фігурами апостолів, колонками у віконних прорізах. Решта фрескового оздоблення склепінь, куполу, вівтарі було знищено у післявоєнний період. Імовірно, розписи мали постати у стилі неоренесансу, наслідуючи твори Петера фон Корнеліуса. У першому варіанті основою оздоблення мали стати чотири підкупольні колони з білокам'яною різьбою. Декор Ц. Годебського та А. Пер'є критикували за занадто дрібну деталізацію, що не надавала фігурам монументалізму.